# Thor Johnson
Pour les articles homonymes, voir Johnson.
Thor Martin Johnson, né à Wisconsin Rapids (Wisconsin) le 10 juin 1913 et mort le 16 janvier 1975, est un chef d'orchestre américain.